# Ortonovo
Ortonovo là một đô thị ở tỉnh La Spezia trong vùng Liguria của Ý, có cự ly khoảng 100 km về phía đông nam của Genoa và khoảng 20 km về phía đông của La Spezia. Tại thời điểm ngày 31 tháng 12 năm 2004, đô thị này có dân số 8.546 người và diện tích là 13,8 km².
Đô thị Ortonovo có các frazioni (các đơn vị dân cư cấp dưới, chủ yếu là các làng) Casano, Casano alto, Dogana, Isola, Luni, Luni antica, Nicola, và Serravalle.
Ortonovo giáp các đô thị sau: Carrara, Castelnuovo Magra, Fosdinovo, Sarzana.